# Asurnasirpal II

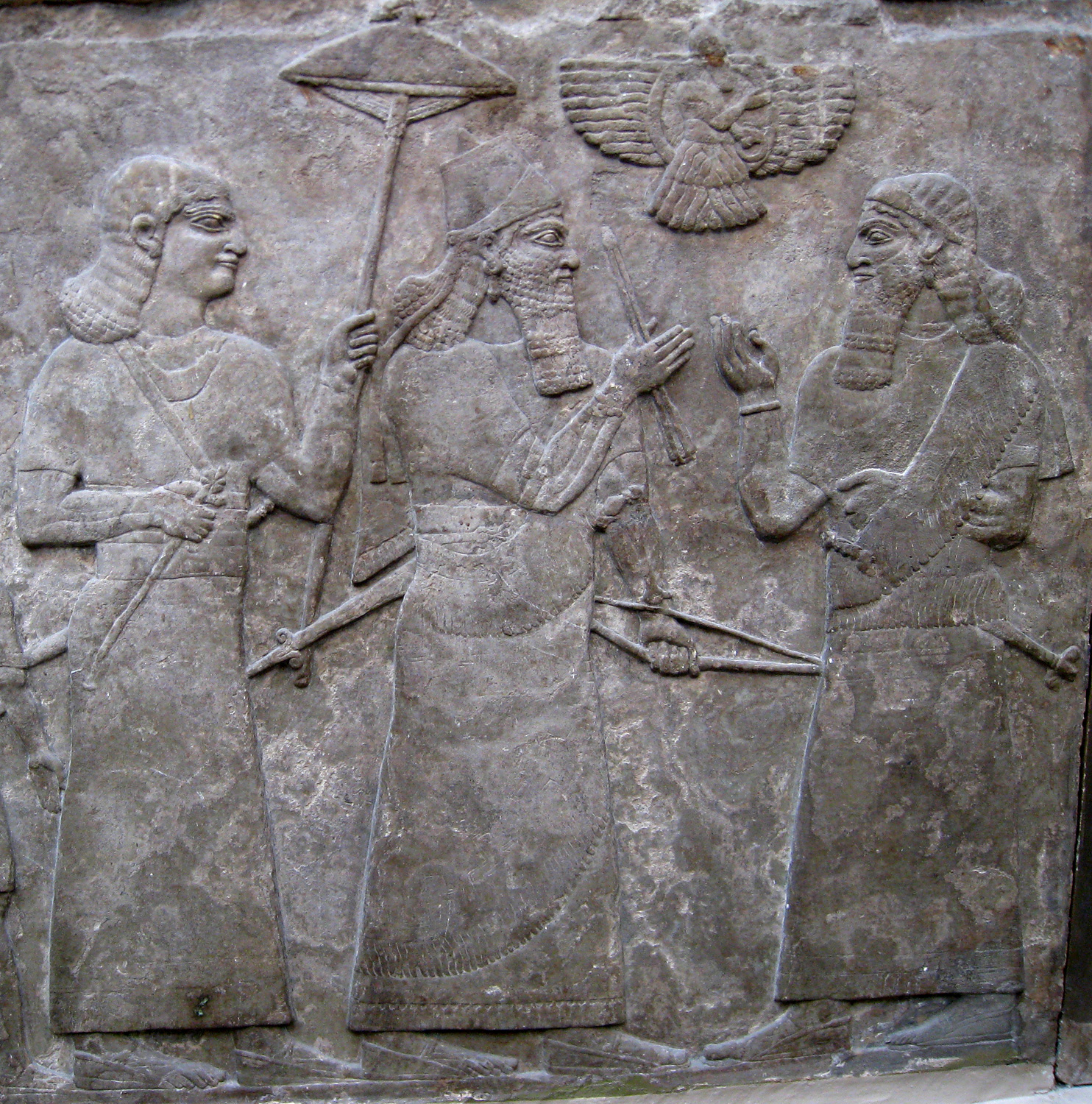
Asurnasirpal II junto a un sirviente encontrándose con un alto funcionario tras una exitosa batalla (relieve del palacio de Nimrud, actualmente en poder del Museo Británico de Londres).

Asurnasirpal II (en acadio: Aššur-nāṣir-apli; que significa: "Assur es el guardián del heredero") fue el rey de Asiria entre los años 883 a. C. y 859 a. C., siendo muy conocido por su brutalidad y por la fundación de la ciudad de Kalhu (la actual Nimrud), a la que convirtió en capital del reino.
Asurnasirpal II sucedió en 883 a. C. a su padre, Tukulti-Ninurta II. El reinado de Tukulti-Ninurta II, supuso la consolidación de la recuperación de Asiria, con lo que se pusieron los cimientos para que durante el reinado de Asurnasirpal II, Asiria se convirtiera en una de las potencias internacionales más grandes del Oriente Próximo. Durante su gobierno, Asurnasirpal II se embarcó en un vasto programa de expansión, primero conquistó a los pueblos del norte de Asia Menor hasta Nairi y exigió tributos de Frigia, luego invadió Aram (la actual Siria) y conquistó a los arameos e hititas entre Khabur y el río Éufrates. Su dureza provocó una revuelta que aplastó decisivamente en una batalla campal de dos días.

## Reinado

### Campañas militares

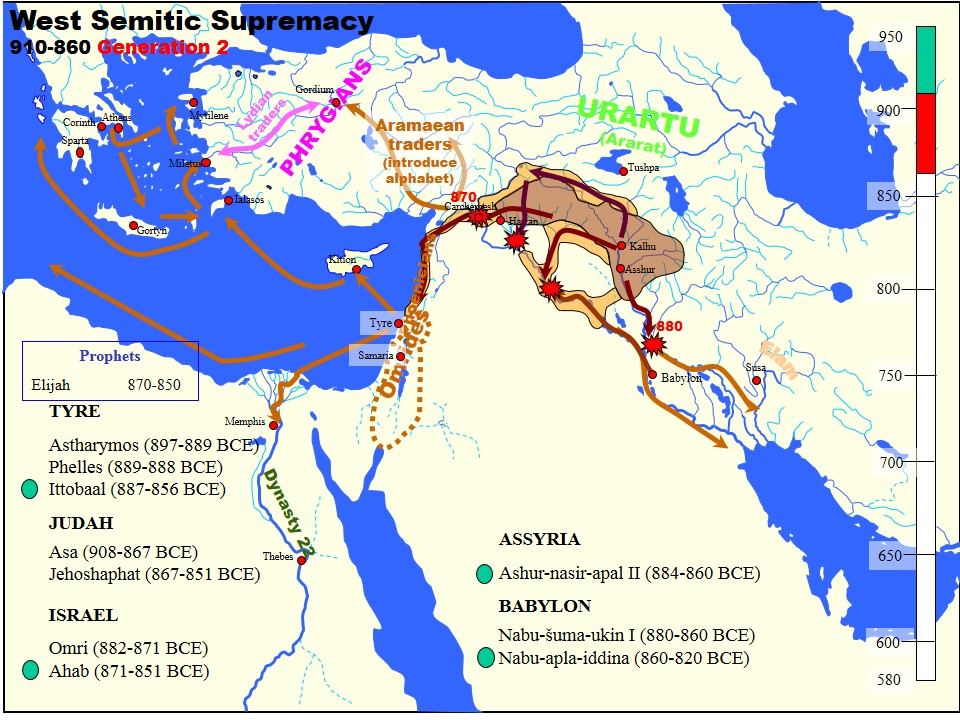
Campañas de Asurnasirpal II contra sus estados vecinos.

El trato brutal de Asurnasirpal II aseguró a corto plazo el dominio asirio sobre sus conquistas en Mesopotamia y el Líbano. Se tiene constancia de 14 campañas militares durante su reinado.
Varias de estas campañas se dirigieron hacia el norte contra el estado arameo de Bit Zamani en el sureste de la actual Turquía que por dos veces se rebeló y que fue arrasado por las tropas asirias. Para afianzar su dominio sobre la zona se favoreció el asentamiento de colonos asirios en Tushhan, situada en la ruta de la ciudad de Amedi la capital de Bit Zamani ( cerca de la actual Diyarbekir ) y donde hizo construir un templo.
Hacia el este y partiendo de la ciudad de Kilizi, se consolidó el dominio asirio sobre las estribaciones de los Montes Zagros construyendo una fortaleza en Dur Assur (“Fortaleza de Assur”).
Babilonia al sur y Bit Adini en la cuenca media del Éufrates, incitaron a la rebelión a pequeños estados fronterizos con Asiria, que Asurnasirpal II aplastó sin piedad, concentrándose posteriormente en atacar Bit Adini. Al Oeste, en dirección al mar Mediterráneo ocupó la ciudad de Aribua donde estableció a más colonos asirios y posteriormente siguiendo por la costa hacia el Líbano estableció diversas alianzas con las ciudades fenicias deseosas de establecer relaciones con el poderoso vecino, al que le entregaron tributo. Quizá debido a ese motivo, Asurnasirpal II no destruyó las ciudades fenicio-cananeas que conquistó. No tuvo éxito en su sitio de Tiro, que bajo Itobaal I estableció Kitim en Chipre y abrió rutas comerciales a través del Egeo, en Rodas y Mileto.  A través del tributo se convirtieron en fuentes de materias primas para sus ejércitos y sus programas de construcción. Se necesitaba hierro para las armas, cedro libanés para la construcción y oro y plata para el pago de las tropas.
Al considerar a los ciudadanos ocupados de sus territorios conquistados, escribió:

“Los reasenté en sus pueblos y casas abandonados.  Les impuse más tributos e impuestos que nunca antes: caballos, mulas, bueyes, ovejas, vino y trabajo”.

### Brutalidad en sus campañas bélicas
Asurnasirpal describe de la siguiente manera el castigo que le infligió a varias ciudades rebeldes:

“Edifiqué una columna cerca de la puerta de su ciudad y desollé a todos los principales que se habían sublevado, y cubrí la columna con su piel. A algunos los emparedé dentro de la columna, a algunos los colgué en maderos de la columna [...]. Y desmembré a los oficiales, a los oficiales reales que se habían rebelado [...]. A muchos de sus cautivos los quemé con fuego, y a otros muchos los capturé vivos. A algunos les amputé las manos; a otros, la nariz, las orejas y los dedos; a muchos les saqué los ojos. Hice un montón de los vivos y otro de las cabezas, y até sus cabezas a postes alrededor de la ciudad. Quemé en el fuego a sus jóvenes y a sus vírgenes. Capturé vivos a veinte hombres y los emparedé en el muro de su palacio [...]. Al resto de sus guerreros los consumí de sed en el desierto del Éufrates [...].”

Sin duda esta crueldad y rapacería por parte del ejército asirio atemorizaba y amedrentaba grandemente al enemigo, lo cual le daba una ventaja táctica a las tropas, antes incluso de enfrentarse en el campo de batalla.

## Palacio de Kalhu

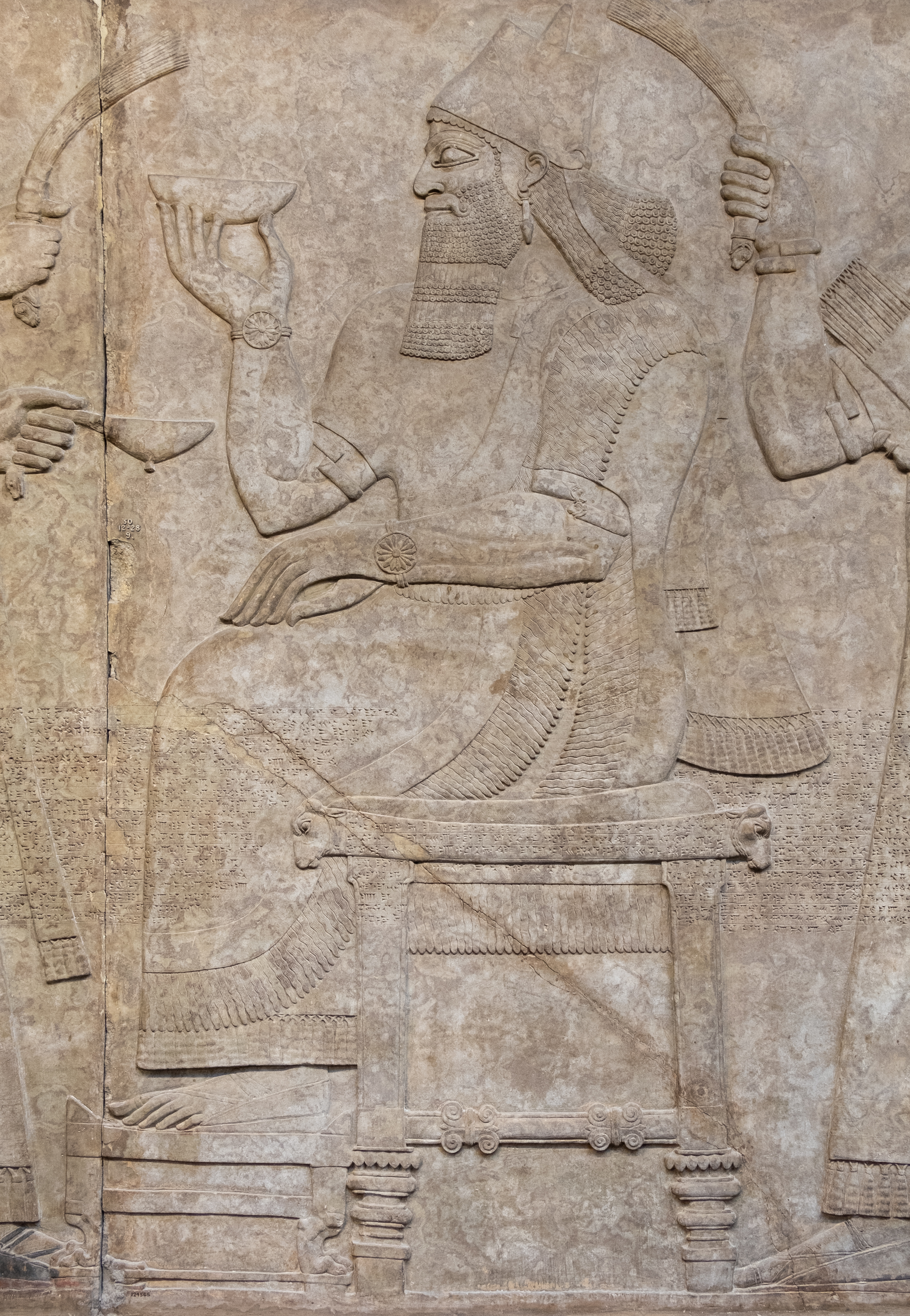
Asurnasirpal II sentado en su trono.

Estas expediciones expansivas proporcionaron los recursos para el esfuerzo constructor de la ciudad de Kalhu, la nueva capital de Asurnasirpal II, totalmente reconstruida sobre los restos de la antigua ciudad que estaba bastante abandonada. Hizo traer poblaciones de los territorios conquistados para que se establecieran en la ciudad, que finalmente contó con unos 16.000 habitantes, según la estela del banquete, documento en el que se da cuenta del banquete ofrecido por el rey a los habitantes de la nueva ciudad, dignatarios extranjeros, invitados procedentes de sus tierras y la corte del rey.
En el palacio real construido en Kalhu, aparecen por primera vez los relieves escultóricos, en los que se describen las campañas y cacerías del rey, que a partir de ese momento se convertirán en la decoración habitual de los palacios asirios y de los que actualmente hay numerosos ejemplos repartidos por varios museos europeos y estadounidenses.

## Legado
Los palacios, templos y otros edificios levantados por él dan testimonio de un considerable desarrollo de la riqueza y el arte. Famoso por su brutalidad antes mencionada, utilizó cautivos esclavizados para erigir a Kalhu (Nimrud) en una nueva capital asiria, donde construyó muchos monumentos impresionantes.  También fue un administrador astuto, que se dio cuenta de que podía obtener un mayor control sobre su imperio instalando gobernadores asirios, en lugar de depender de los gobernantes clientes locales que pagaban tributo.